# (1022) Olympiada
(1022) Olympiada es un asteroide perteneciente al cinturón de asteroides descubierto el 23 de junio de 1924 por Vladímir Aleksándrovich Albitski desde el observatorio de Simeiz en Crimea.
Está nombrado en honor de Olympiada Albitskaya, madre del descubridor.